# テハノミュージック

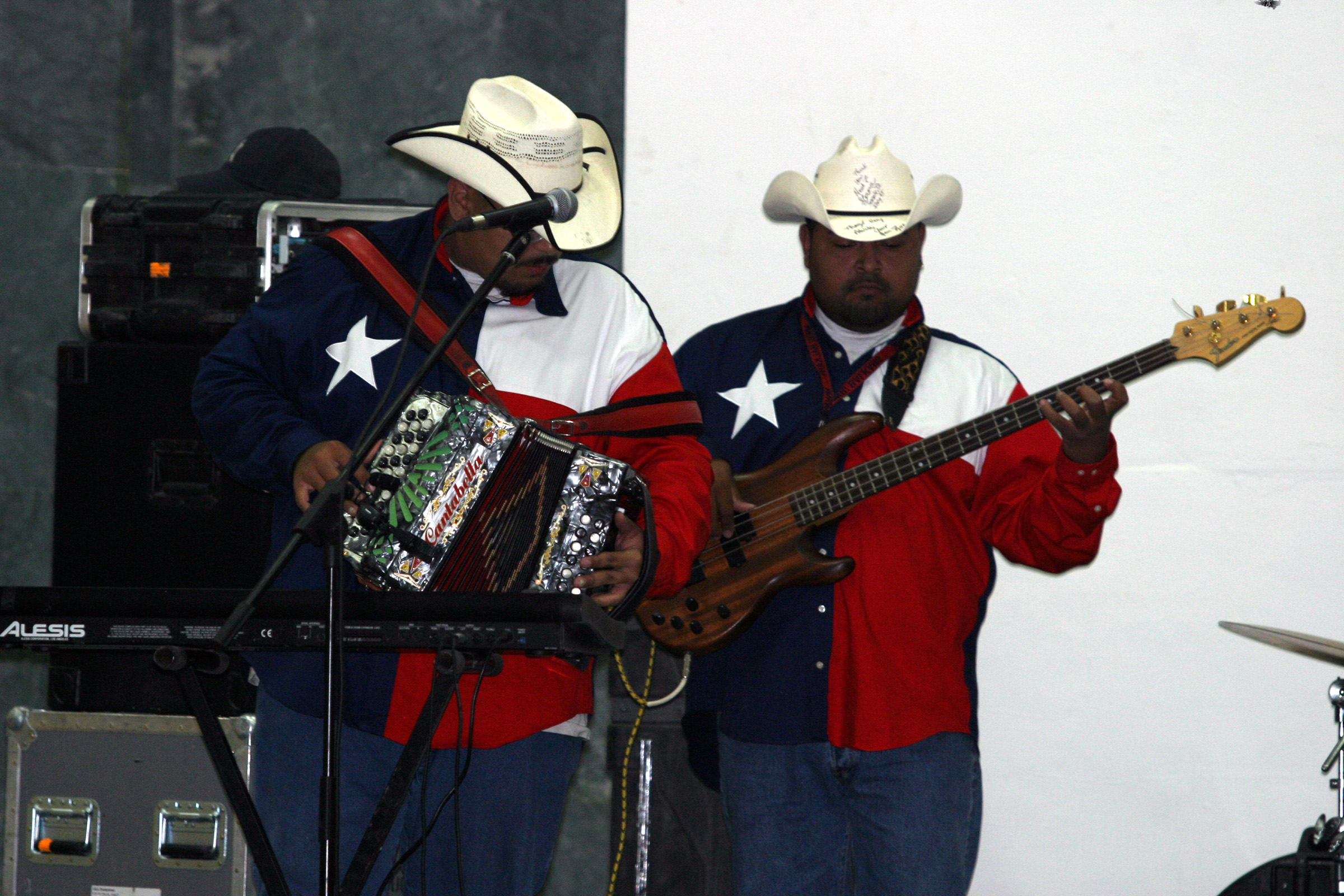
コンフント

テハノミュージック (Tejano music) は、テキサス州のメキシコ国境周辺で演奏されているルーツ・ミュージックである。テックスメックス（Tex-Mex music：テキサスとメキシコの合成語）、コンフント（西: conjunto）音楽とも呼ばれる。

## 歴史
19世紀の終わりごろに、テキサス州サン・アントニオ周辺のドイツ系移民が演奏していたポルカやワルツを、メキシコ系住民が民族音楽ノルテーニョ、ランチェーラに取り入れて誕生したと言われる。
ノルテーニョはバホ・セストと呼ばれる12弦ギターとアコーディオン、ウッド・ベースなどで編成される楽団（コンフント）によって演奏される。白人によって編成されるバンドはオルケスタ・テハーナ（テキサス風オーケストラ）と呼ばれ、マリアッチの編成に似て管楽器やバイオリンが中心となっている。現代では、これらの音楽をまとめてテックスメックスと呼んでいる。
ジェイ・ロペスなどのテハノミュージシャンは、ロックとルーツの音楽の影響を受けている。有名な音楽家にはフラーコ・ヒメネスがいる。テハノにはさまざまなカテゴリーの音楽とバンドがある。主要なカテゴリは、コンフント、オルケストラ/オーケストラ、およびモダン・テハノの3種類である。コンフント・バンドは、アコーディオン、バホセクスト、エレクトリックベース、ドラムで構成されている。コンフント・バンドの例としては、エステバン・スティーブ・ジョーダンのバンド、ホームタウン・ボーイズがあげられる。オーケストラ/オーケストラは、ベース、ドラム、エレキギター、シンセサイザー、ブラスセクションで構成されている。バンドにアコーディオンを入れることもある。オーケストラの例としては、ルーベンラモスとテキサス・レボリューション、リバティ・バンド、ラテンブリードなどがいる。現代のテハノ・バンドは、シンセサイザー、ドラム、エレキギター、ベース、時にはアコーディオンで構成されている。サウンドはシンセサイザーに依存している面もある。現代のバンドの例として、ラ・マフィア、セレナ・クインタニラ、ラ・ソンブラ、エリダ・レイナ、デイヴィッド・リー・ガルザy Los・Musicales、シェリーラレス、ジェイ・ペレス、そしてMAZZなどがあげられる。

## 代表的なアーティスト
- フラコ・ヒメネス
- エステバン（スティーブ）・ジョーダン（英語版）

## 和書
- 渡辺芳也『アコーディオンの本』春秋社、1993年。ISBN 4393934229。